# Higuera de la Sierra
Higuera de la Sierra er en by og kommune i det sydvestlige Spanien i provinsen Huelva. Den har et indbyggertal på 1.307 (2024) indbyggere.